# Pierre Houin
Pierre Albert Houin (Toul, 15 de abril de 1994) es un deportista francés que compitió en remo.
Participó en los Juegos Olímpicos de Río de Janeiro 2016, obteniendo una medalla de oro en la prueba de doble scull ligero.
Ganó dos medallas de oro en el Campeonato Mundial de Remo, en los años 2015 y 2017, y dos medallas de oro en el Campeonato Europeo de Remo, en los años 2015 y 2017. Además, obtuvo una medalla de oro en el Campeonato Mundial de Remo en Sala de 2020.

## Palmarés internacional
| Juegos Olímpicos   | Juegos Olímpicos          | Juegos Olímpicos | Juegos Olímpicos        |
| Año                | Lugar                     | Medalla          | Prueba                  |
| ------------------ | ------------------------- | ---------------- | ----------------------- |
| 2016               | Río de Janeiro (Brasil)   | Medalla de oro   | Doble scull ligero      |
| Campeonato Mundial |                           |                  |                         |
| Año                | Lugar                     | Medalla          | Prueba                  |
| 2015               | Aiguebelette (Francia)    | Medalla de oro   | Cuatro scull ligero     |
| 2017               | Sarasota (Estados Unidos) | Medalla de oro   | Doble scull ligero      |
| Campeonato Europeo |                           |                  |                         |
| Año                | Lugar                     | Medalla          | Prueba                  |
| 2015               | Poznań (Polonia)          | Medalla de oro   | Scull individual ligero |
| 2017               | Račice (República Checa)  | Medalla de oro   | Doble scull ligero      |

| Campeonato Mundial | Campeonato Mundial | Campeonato Mundial | Campeonato Mundial |
| Año                | Lugar              | Medalla            | Prueba             |
| ------------------ | ------------------ | ------------------ | ------------------ |
| 2020               | París (Francia)    | Medalla de oro     | Ligero 2000 m      |